# Jean Servais Stas
Pour les articles homonymes, voir Stas.
Jean Servais Stas, né à Louvain le 21 août 1813 et mort à Bruxelles le 13 décembre 1891, est un médecin et chimiste analytique belge. Il est principalement connu pour ses travaux sur la masse atomique des éléments chimiques qui ont participé à la création du tableau périodique des éléments. Il est le co-découvreur de la masse atomique du carbone.

## Biographie
Jean Servais Stas entreprend des études de médecine à l'Université d'État de Louvain en 1832 et obtient son diplôme de docteur en 1835. C'est durant sa formation qu'il commence à faire de la chimie comme préparateur dans le laboratoire de Jean-Baptiste Van Mons. Il approfondit ses connaissances en chimie en France à l'École polytechnique de Paris sous la direction de Jean-Baptiste Dumas, avec qui il établit la masse atomique du carbone. 
En 1840, il obtient un poste de professeur à l'École militaire de Bruxelles qu'il conservera durant 25 ans. Il y acquiert une renommée internationale en établissant la masse atomique de nombreux éléments avec une précision jamais atteinte jusqu'alors, en utilisant pour standard oxygène = 16. Il démontre ainsi que, contrairement à l'hypothèse du physicien anglais William Prout, la masse atomique des éléments chimiques n'est pas nécessairement un multiple entier de celle de l'hydrogène. Les travaux de Stas établirent les fondations sur lesquelles put être construit le tableau périodique des éléments. 
Stas prend sa retraite scientifique en 1869 du fait de problèmes de voix causés par une maladie de la gorge. Il décède le 13 décembre 1891 à Saint-Gilles (Bruxelles).

## Récompenses
Ses travaux sur la masse atomique des éléments chimiques lui valurent la médaille Davy en 1885.

## Hommage
La mémoire du chimiste est honorée par le monument à Jean-Servais Stas, érigé dans les jardins du palais des Académies à Bruxelles par l'architecte Art nouveau Victor Horta et le sculpteur Thomas Vinçotte et inauguré le 10 mai 1897,,,,,,.

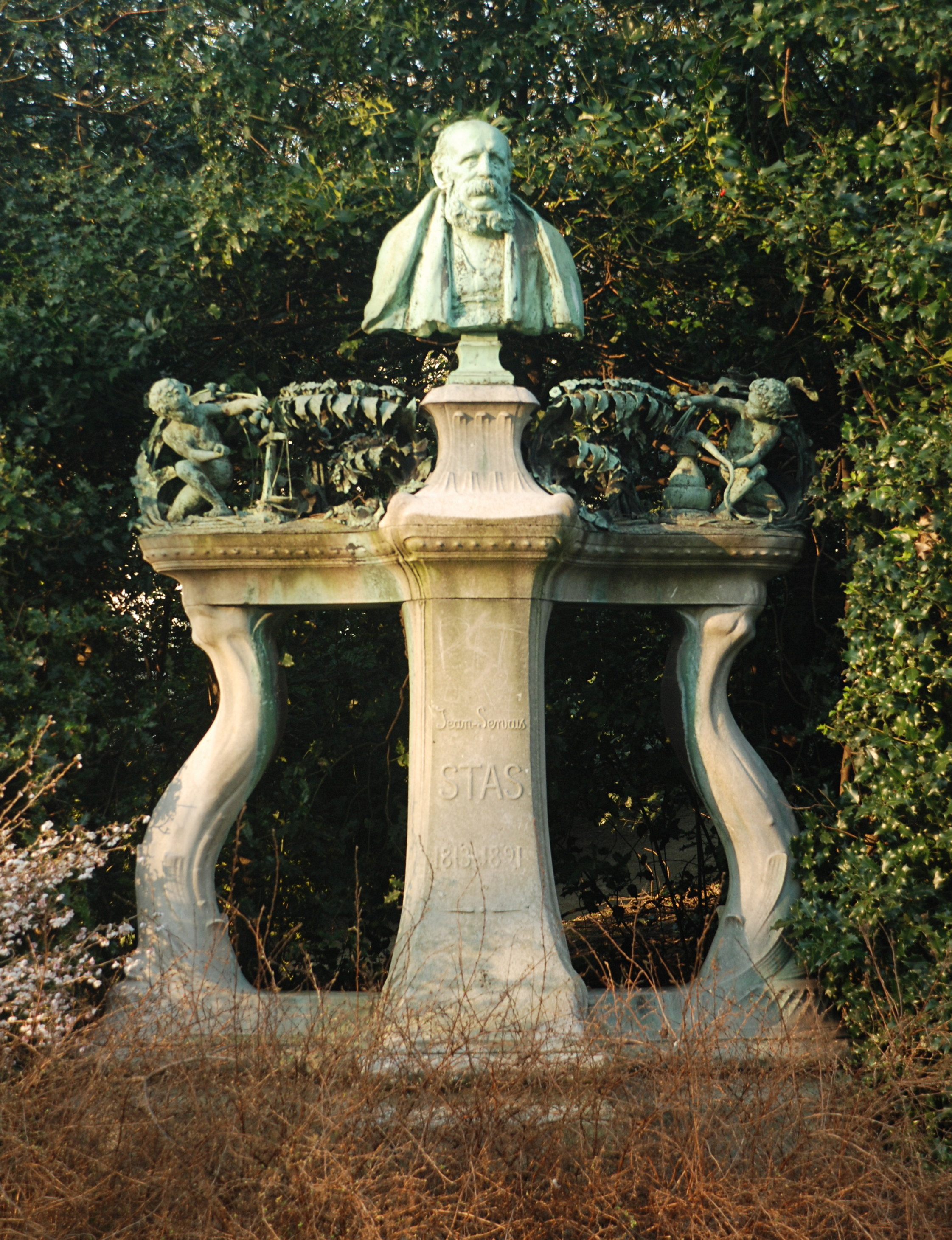
Le monument à Jean-Servais Stas.
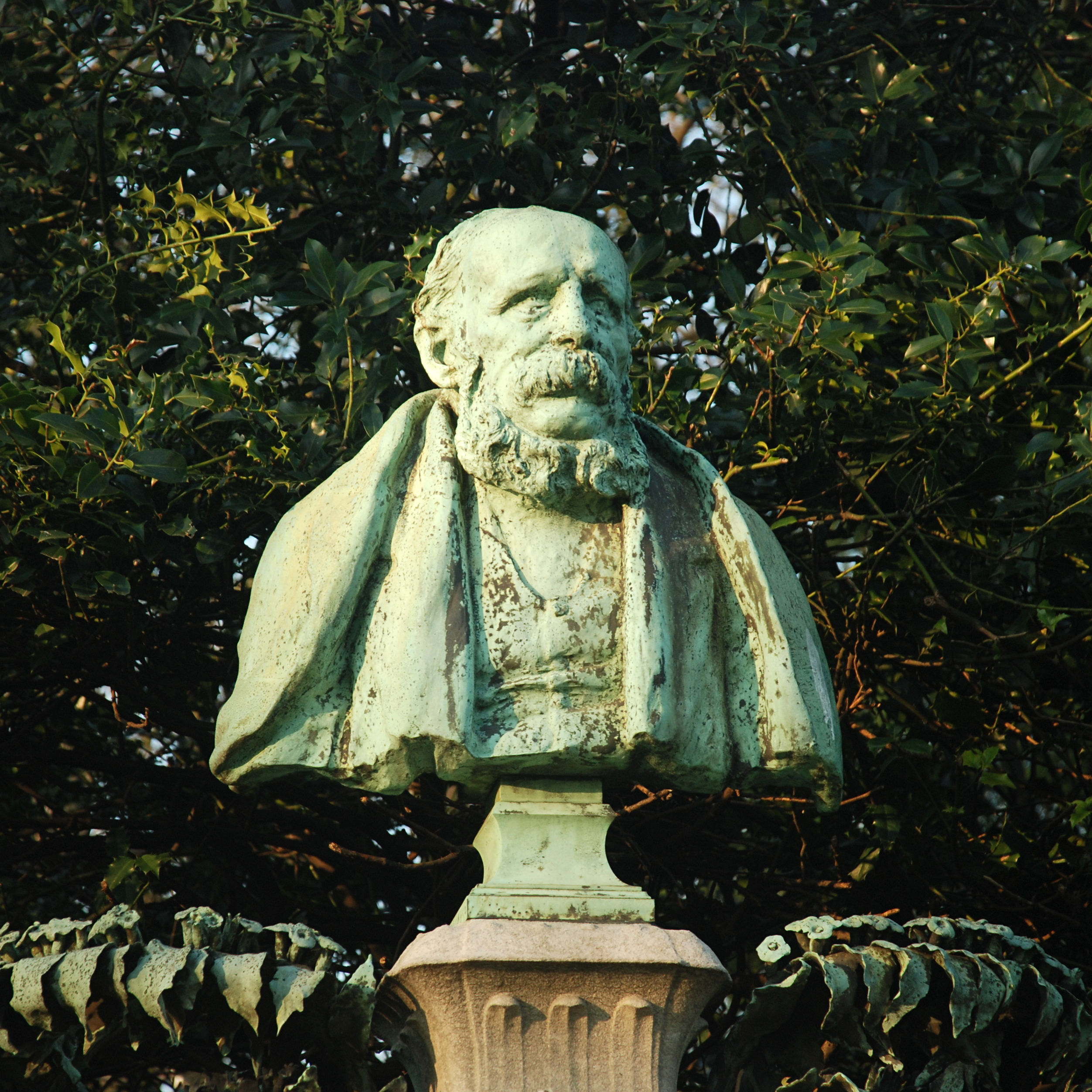
Le buste en bronze.